# Jakobsweg Landeck–Einsiedeln
Der Jakobsweg Landeck – Einsiedeln ist der auf dem Jakobsweg Tirol in Landeck beginnende, 197 Kilometer lange, grenzüberschreitende, beschilderte Abschnitt des österreichischen Jakobswegs, der in Vorarlberg bei Feldkirch beziehungsweise Rankweil Österreich verlässt und entweder über Liechtenstein oder direkt in die Schweiz bis Einsiedeln führt.

## Beschreibung

### Hauptweg

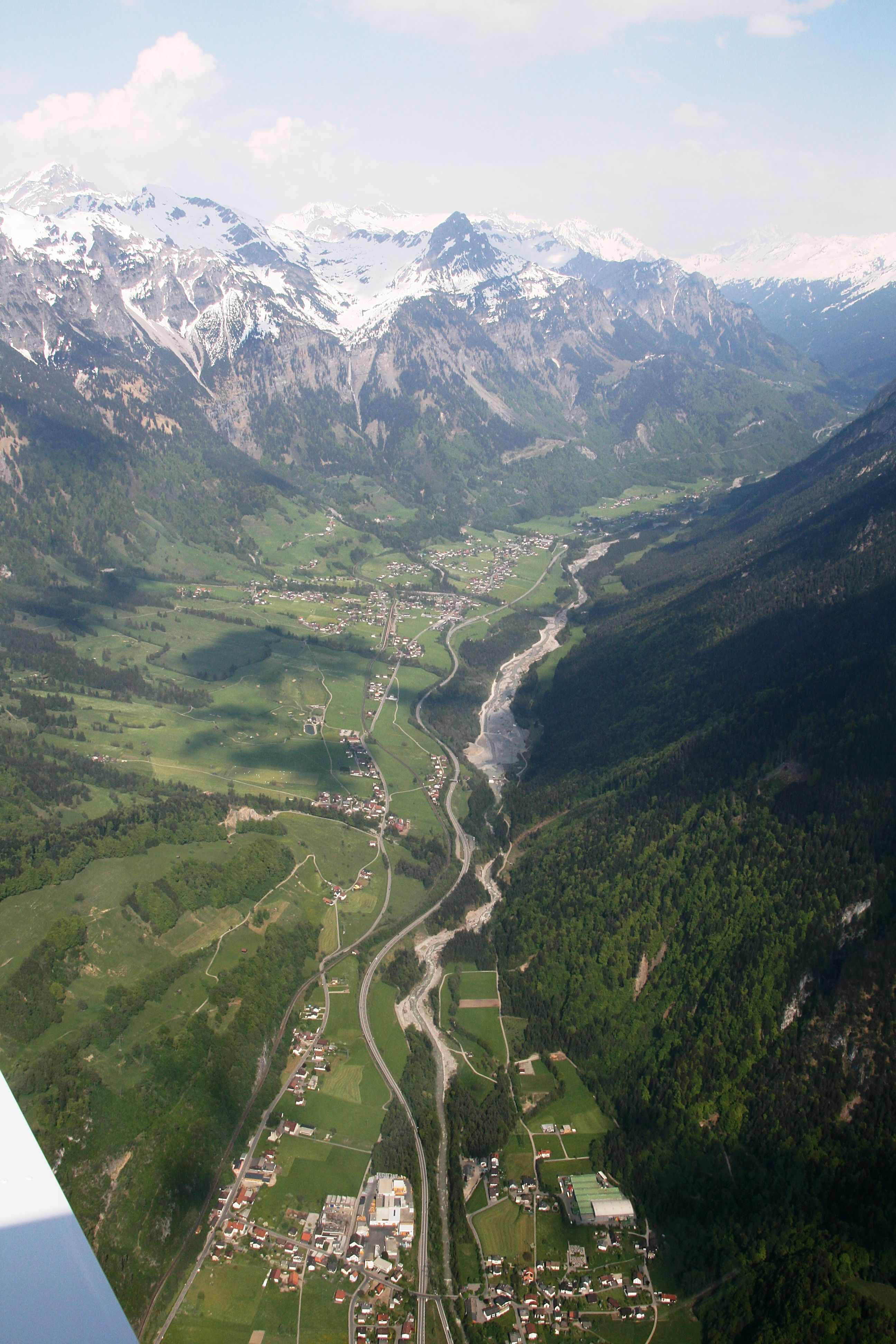
Blick aus 1800 Metern Höhe hinunter auf den Jakobsweg im Klostertal

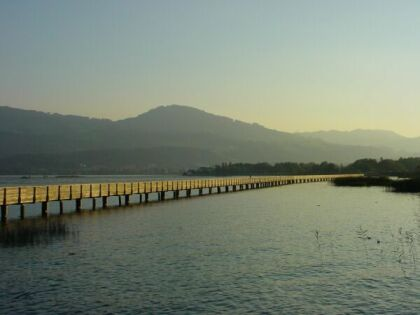
Der 2001 wieder neu errichtete historische Holzsteg Rapperswil-Hurden

Die Pilgerroute führt durch das Tiroler Stanzer Tal über den Arlberg durch das Vorarlberger Klostertal und den Walgau nach Rankweil, überschreitet zwischen Meiningen und Oberriet die Grenze zur Schweiz und gelangt über Appenzell, Urnäsch nach St. Peterzell, wo der Weg in die Via Jacobi Konstanz/Rorschach-Einsiedeln, den sogenannten Schwabenweg, einmündet. Beide Zweige führen dann durch Rapperswil und auf dem dortigen Pilgersteg über den Zürichsee, am Südufer steil hoch zum Etzelpass und hinüber nach Einsiedeln.

### Variante
Eine Variante des Pilgerweges führt von Satteins über Feldkirch, den Schellenberg und das Fürstentum Liechtenstein nach Gams und Wildhaus, wo der Weg nach der Durchquerung des Thur-Tals im Toggenburg bei Wattwil in den Appenzeller Weg mündet.
Die Wege verlaufen auf bestehenden Wanderwegen, sind teilweise mit historischen Verkehrs- und Saumwegen identisch und sind sowohl für spirituelle als auch für sportliche Wanderer attraktiv.

## Projekt
Mit dem 2008 abgeschlossenen transnationalen LEADER+-Projekt, an dem auf österreichischer Seite die Regionalentwicklung Vorarlberg von Beginn an federführend mitwirkte, wurden die bereits bestehenden Jakobswege in Österreich und der Schweiz ausgehend von Westtirol über Vorarlberg und die Schweizer Kantone Appenzell und St. Gallen mit einer durchgehenden Wegverbindung im Rahmen des Jakobswegenetzes ausgestattet. In die Umsetzung des Projektes waren auch die touristischen Regionen in Tirol, Vorarlberg und der Schweiz sowie Fachleute aus der Wanderwegplanung dieser Regionen eingebunden.